# Коштеју де Сус (Тимиш)
Коштеју де Сус (рум. Coșteiu de Sus) насеље је у Румунији у округу Тимиш у општини Марђина. Oпштина се налази на надморској висини од 227 m.

## Прошлост
По "Румунској енциклопедији" место се помиње 1548. године. Пописано је 1717. године 10 кућа.
Аустријски царски ревизор Ерлер је 1774. године констатовао да место "Горњи Коштеј" припада Фачетском округу, Лугожког дистрикта. Становништво је било претежно влашко. Када је 1797. године пописан православни клир ту је био само један свештеник. Парох поп Мартин Жуковић (рукоп. 1779) служио се само румунским језиком.

## Становништво
Према подацима из 2002. године у насељу је живело 188 становника.

### Попис2002.
| Расподела становништва по националности 2002.‍ | Расподела становништва по националности 2002.‍ | Расподела становништва по националности 2002.‍ | Расподела становништва по националности 2002.‍ | Расподела становништва по националности 2002.‍ |
| --------------------------------------------- | --------------------------------------------- | --------------------------------------------- | --------------------------------------------- | --------------------------------------------- |
|                                               |                                               |                                               |                                               |                                               |
| Румуни                                        | Румуни                                        |                                               | 151                                           | 80,3%                                         |
| Украјинци                                     | Украјинци                                     |                                               | 37                                            | 19,7%                                         |